# Гокайдо

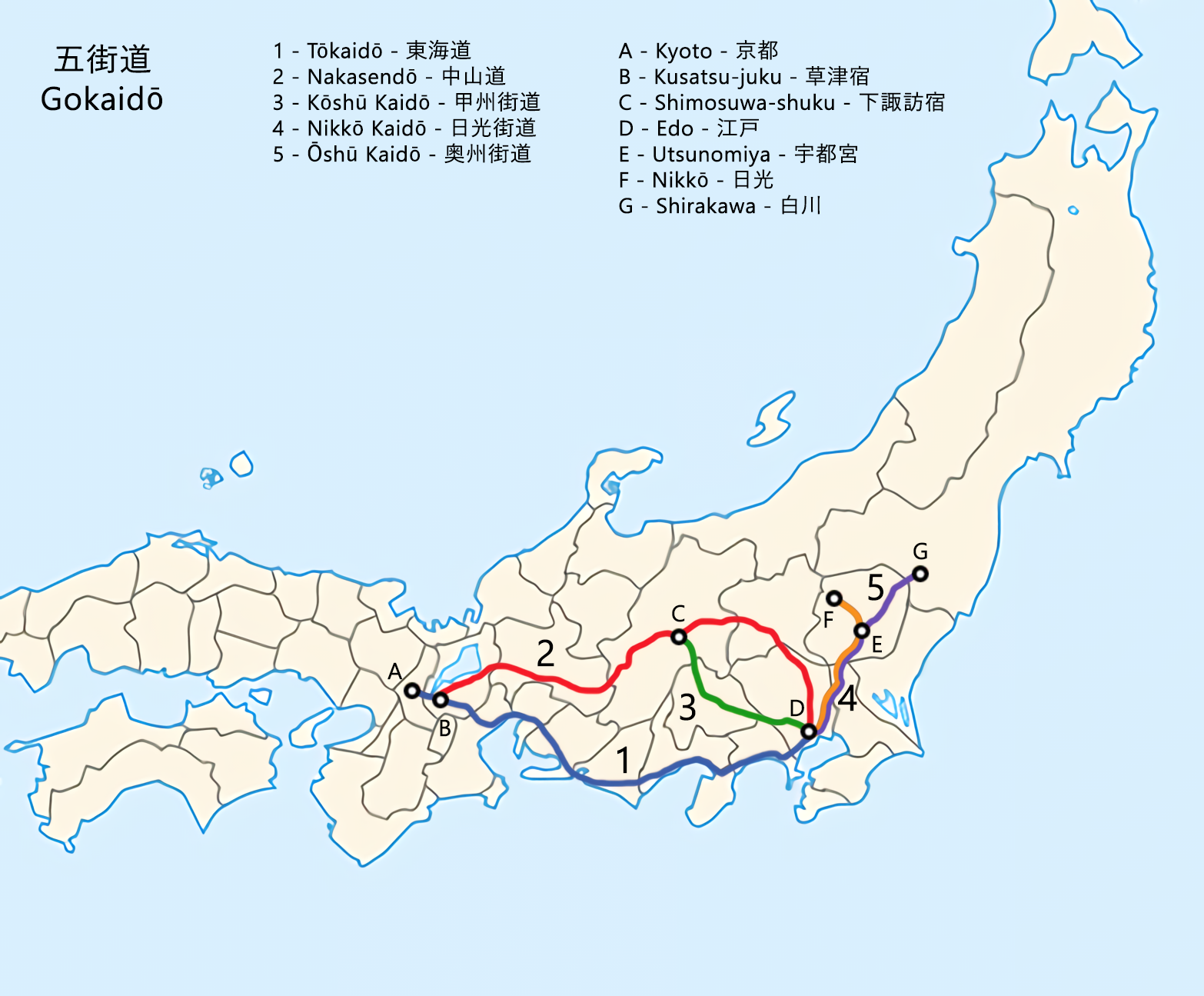
Сеть Гокайдо

Гокайдо (яп. 五街道) — Пять главных дорог — почтовая дорожная сеть государственного значения Японии периода Эдо (1603—1868), в которую входило пять оборудованных почтовых трактов «кайдо», управляемых центральной администрацией, соединяющих столицу Эдо (сейчас Токио) с другими провинциями Главным трактом из пяти было дорога Токайдо (Восточный приморский тракт) через одноимённую провинцию Токайдо, которая соединяла столицу сёгуната с городом Киото, где обитал император. Сёгун Токугава Иэясу (яп. 徳川家康) начал строительство пяти трактов в 1601 году, а его правнук Токугава Иэцуна (яп. 徳川家綱) объявил эти тракты главными дорогами. Для остановок, ночлега и покупки провианта вдоль трактов были оборудованы почтовые станции сюкуба. Дороги поддерживали систему управления санкин котай, согласно которой региональный правитель даймё обязан был длительные периоды пребывать в столице, связь с которой осуществлялась через гокайдо.

## История
До получения официального статуса главных дорог пять трактов были построены благодаря проекту сёгуна Токугава Иэясу, который приступил к строительству почти сразу после принятия власти. Для получения официального статуса было необходимо полностью оборудовать дороги почтовыми станциями. Почтовые станции обеспечивали отдых и питание путешествующих, а также поддерживали государственную курьерскую службу. В 1640-е годы сёгун Токугава Иэмицу закрыл значительное количество почтовых станций, оставив только самые необходимые. После этого дорожная система пяти трактов оставалась почти неизменной до окончания периода Эдо.
Помимо почтовых станций на дорогах были оборудованы заставы, призванные следить за движением людей и товаров. В частности заставы препятствовали неконтроллируемую переброску огнестрельного оружия, проверяли выполнение уложений системы санкин котай и спрашивали паспорта и дорожные документы. В 17 столетии были обустроены 53 заставы. (Эти заставы не имеют отношения к 53 станциям Токайдо.)
Администрация сёгуната поддерживало состояние дорог и улучшало его, расширяя узкие места и покрывая камнями уклоны дороги. По сторонам сажались деревья, а дренажные канавы охраняли дороги от дождевых потоков. Через каждый ри (тогда 3.98 км) ставился указатель расстояний от начального пункта тракта — Нихомбаси (Японский мост) в центре Эдо. Некоторое количество мостов перекрывали реки, там же где не было мостов, работали паромные переправы.

## Неофициальне дороги

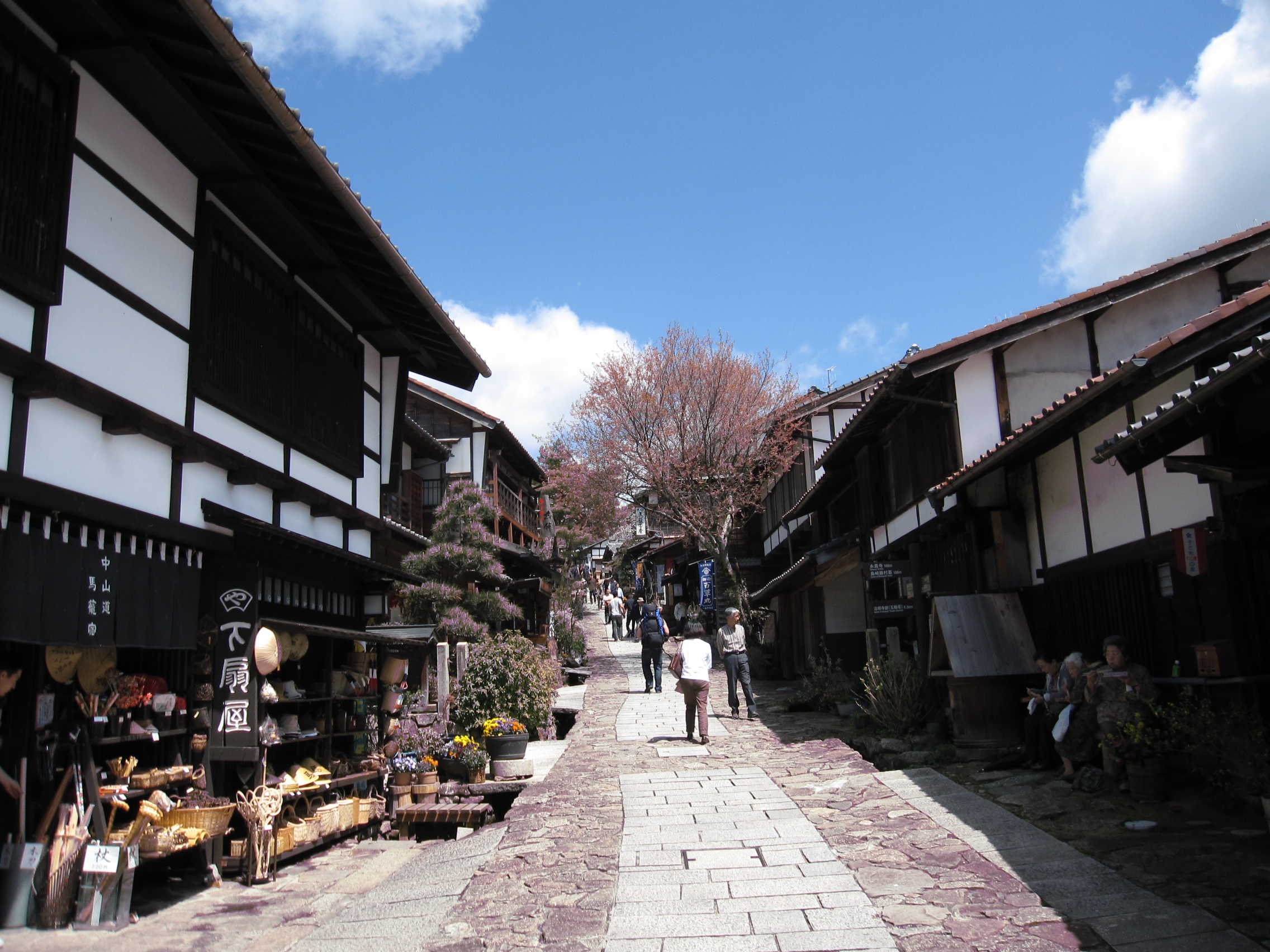
Nakasendō's Magome-juku

## Пять трактов

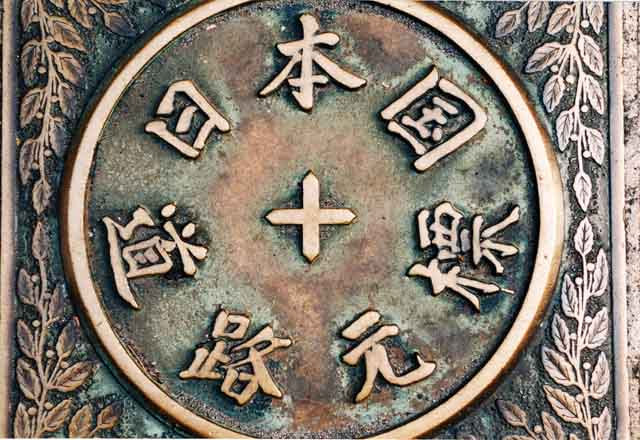
Указатель расстояния на мосту Нихомбаси в исходной точке пяти трактов

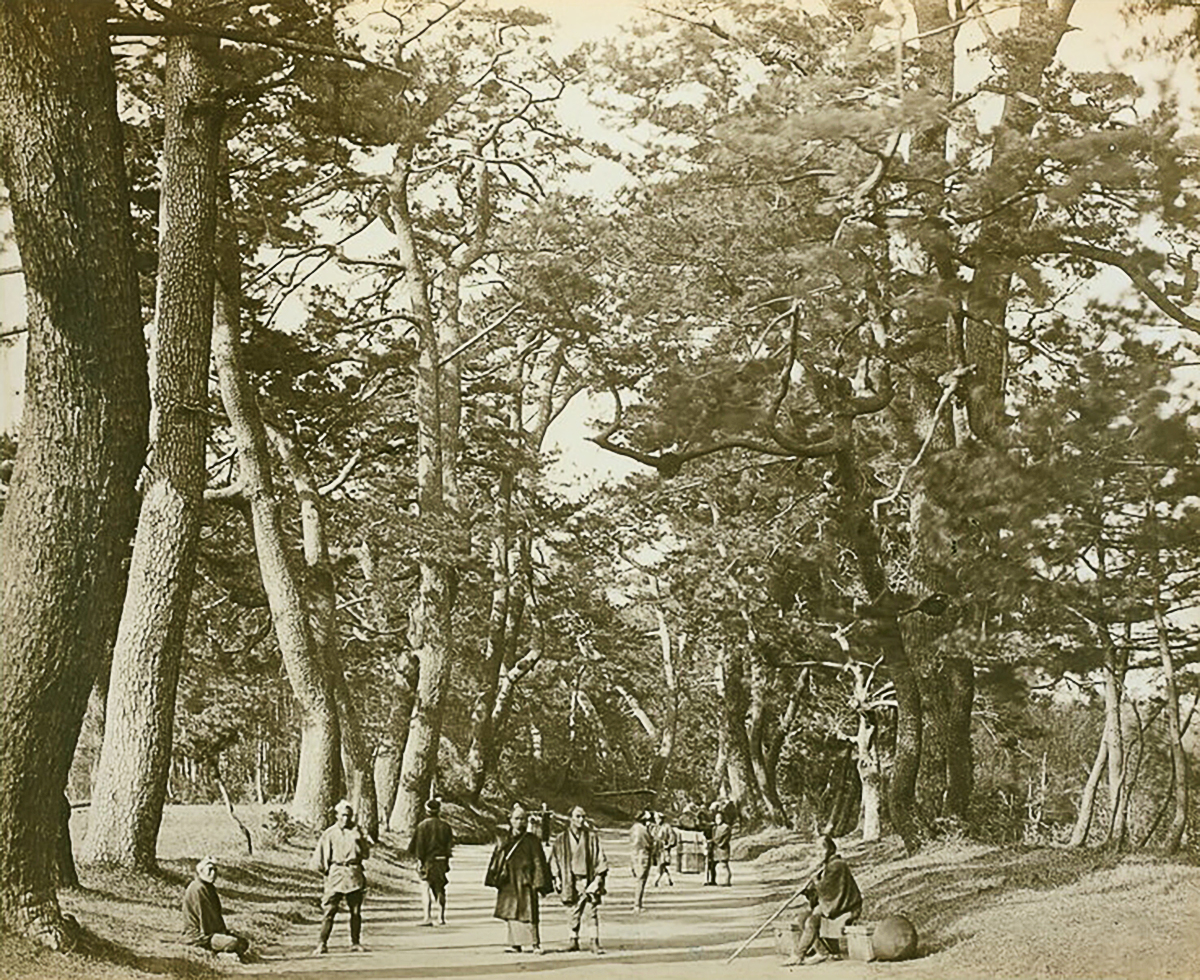
Дорога Токайдо в 1865 году

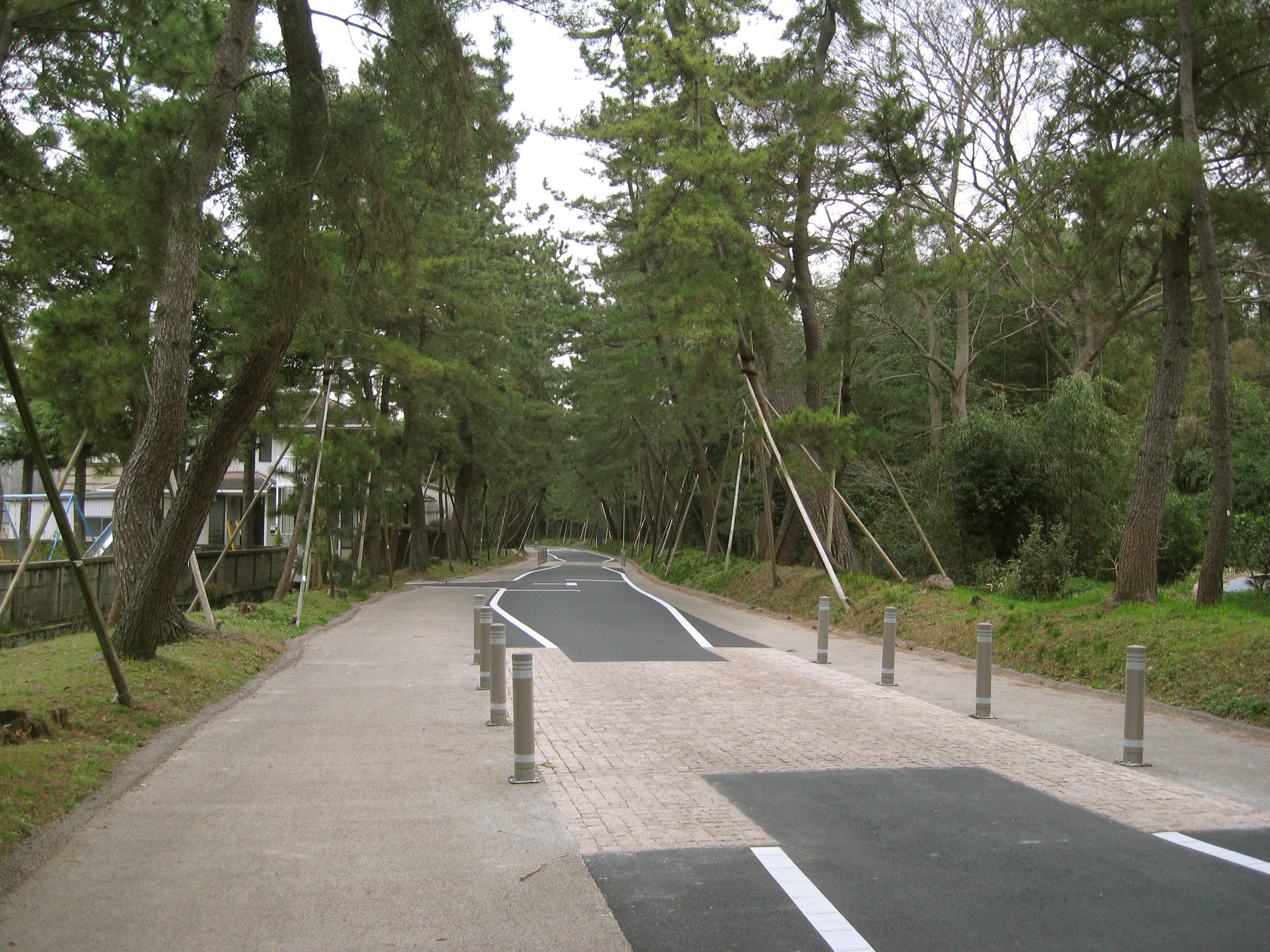
Дорога Токайдо в 2009 году

Нихомбаси (Японский мост) в центре Эдо является исходным пунктов каждого из пяти трактов, откуда сеть расходилась по разным провинциям..
Токайдо
Дорога Токайдо (Восточный приморский тракт) проходил вдоль тихоокеанского побережья через одноимённую провинцию Токайдо, которая соединяла столицу сёгуната с городом Киото. Тракт состоял из 53 почтовых станций (см. 53 станции Токайдо, запечатлённые на знаменитой серии картин Утагава Хиросигэ) . На предпоследней станции Кусацу-дзюку в префектуре Сига дорога сливается с трактом Накасэндо, который подходит к Киото с другой стороны
Накасэндо
Дорога Накасэндо (Центральный горный тракт), которую называют также Кисокайдо, также соединяет столицу с Киото, однако проходит через центральную часть острова Хонсю. Тракт включает 69 почтовых станции (см. Шестьдесят девять станций Кисокайдо, запечатлённые на знаменитой серии гравюр художников Кэйсай Эйсэна и Утагава Хиросигэ). Почтовая станция Симосува-сюку является конечной станцией тракта Косюкайдо, который подходит сюда от столицы другим путём. На предпоследней станции Кусацу-дзюку дорога соединяется с трактом Токайдо.
Косюкайдо
Дорога Косюкайдо оборудована 44 почтовыми станциями и проходит через провинцию Каи (современная префектура Яманаси), а на станции Симосува-сюку перед концом тракта соединяется с трактом Накасэндо.
Осюкайдо
Дорога Осюкайдо состоит из 27 станций, и соединяет столицу с провинцию Муцу (современная префектура Фукусима). Её ответвления ведут в другие районы северной Японии.
Никкокайдо
Дорога Никкокайдо состоит из 21 станций и соединяет столицу с Никко Тосё-гу(современная префектура Тотиги).